# Klisa (Novi Sad)
Pour les articles homonymes, voir Klisa.
Klisa (en serbe cyrillique : Клиса) est un quartier de Novi Sad, la capitale de la province autonome de Voïvodine, en Serbie.

## Localisation

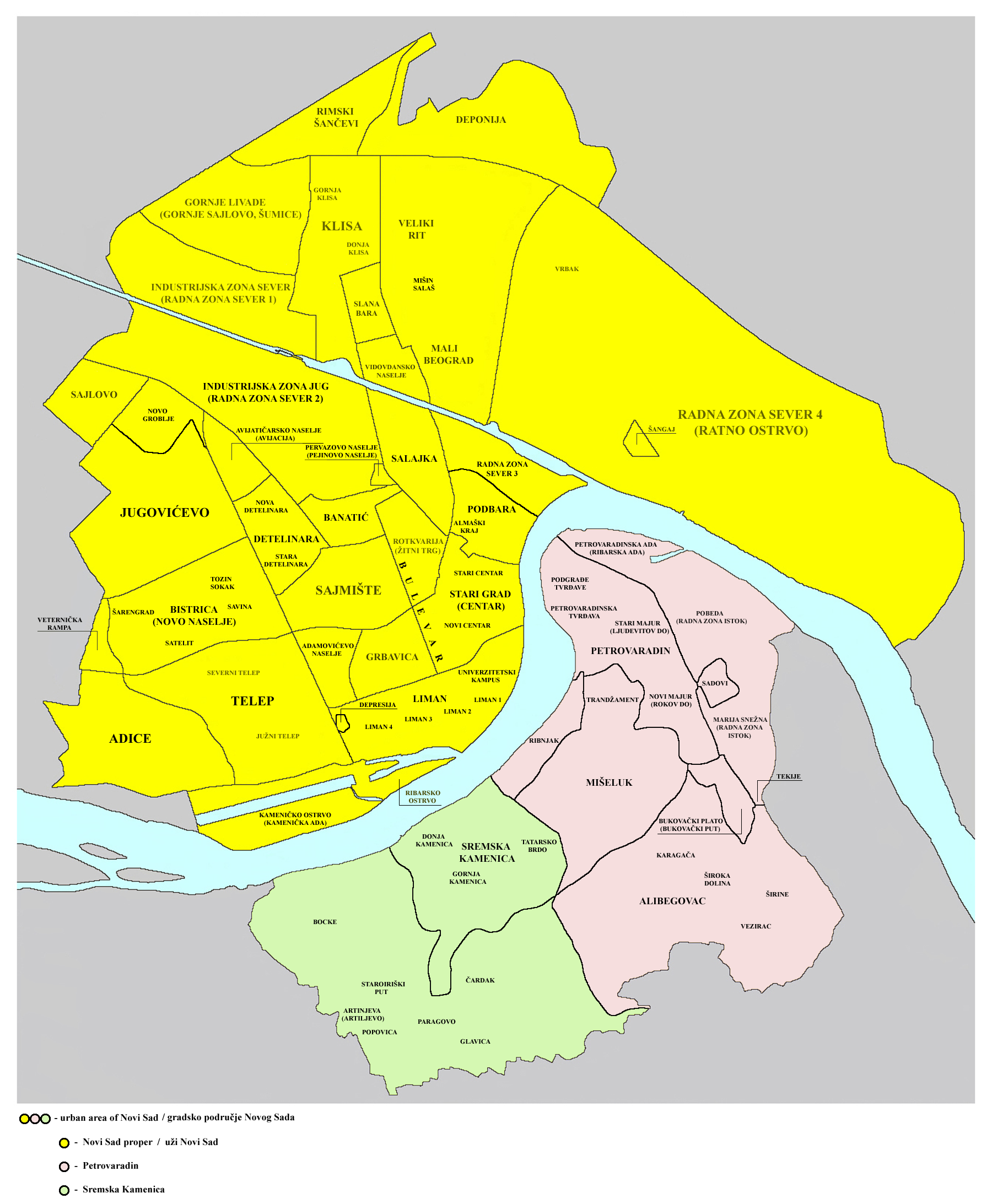
Zone urbaine de Novi Sad

Klisa se trouve dans la partie nord de Novi Sad, entre le quartier de Gornje livade et la Zone d'activités Nord à l'ouest, la Zone d'activités Sud au sud, les quartiers de Vidovdansko naselje et de Slana bara au sud-est, de Veliki rit à l'est et de Rimski Šančevi et Deponija au nord. Il est constitué de deux parties : Gornja Klisa (à l'ouest) et Donja Klisa (à l'est).

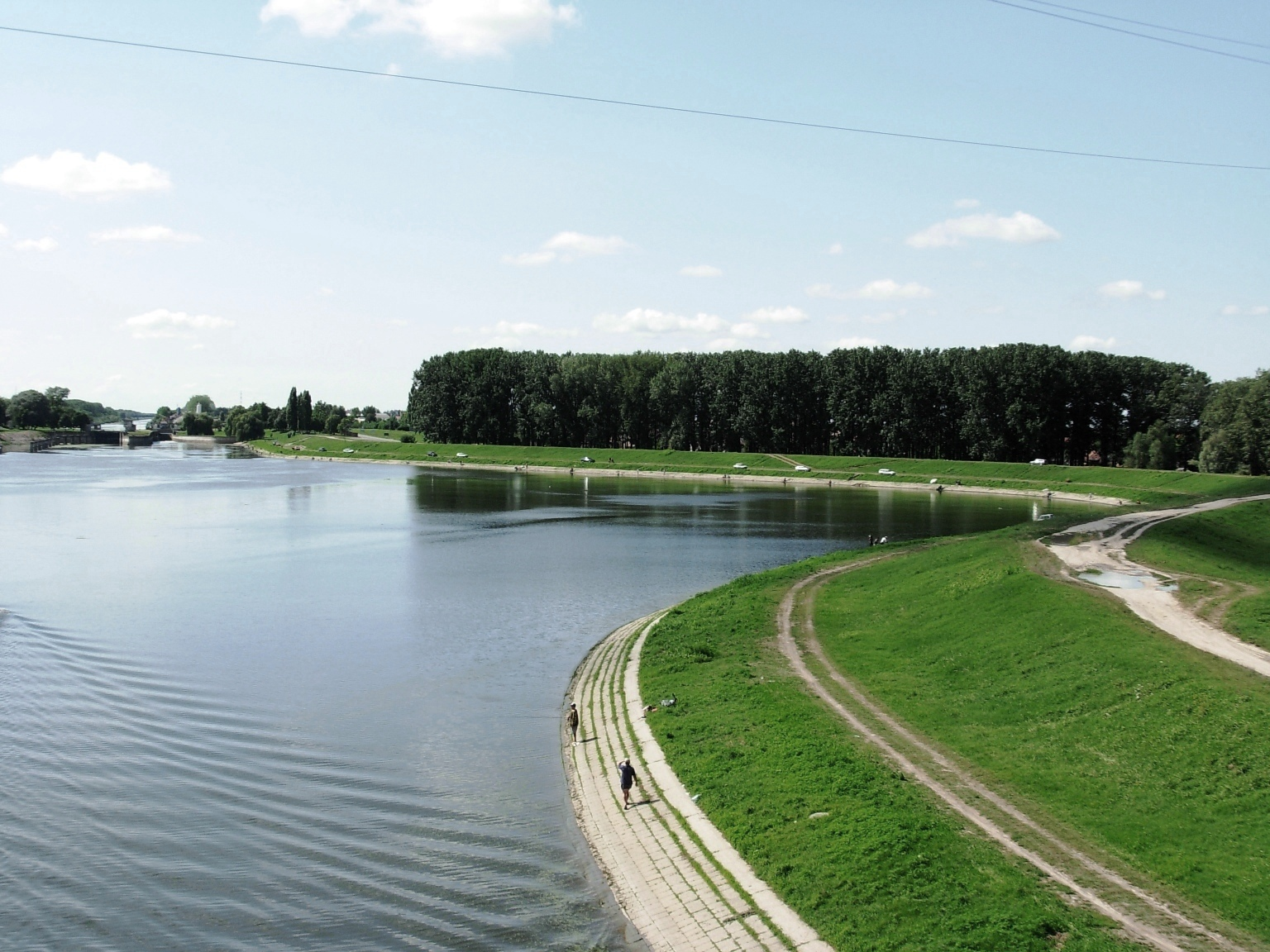
Le canal Danube-Tisa-Danube vu du pont de Klisa

À l'est, Klisa est délimité par le Temerinski put (la « route de Temerin »), au sud-est par la rue Zelengorska et par le Sentandrejski put (la « route de Szentendre  »), au sud par le rue Primorska, à l'ouest par le Klisanski put et par les rues Mileve Simić et profesora Grčića et, au nord, par l'autoroute Subotica-Belgrade (autoroute A1, route européenne E 75).

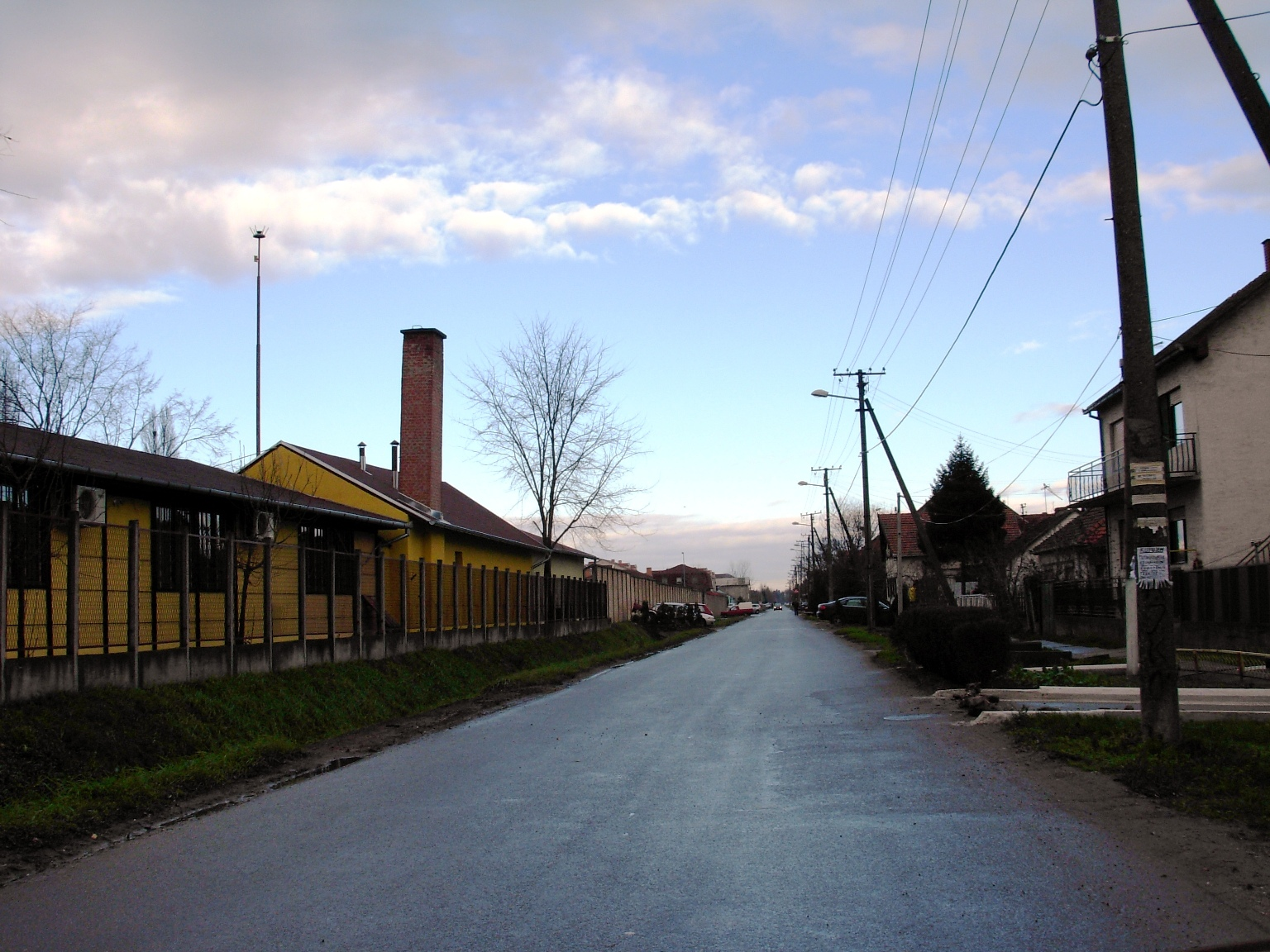
Le Klisanski put

Sur le plan administratif, le quartier s'étend sur les communautés locales de Klisa (au nord) et de Slana bara (au sud).

## Histoire
Le nom de Klisa vient du latin « ecclesia », qui signifie « l'église », ce que confirment des fouilles archéologiques réalisées dans le secteur, indiquant que s'y trouvaient au Moyen Âge une localité avec une église. Le terme a par la suite été repris par les langues serbes et turques. Selon une tradition locale, le nom du secteur viendrait plus précisément d'un ancien monastère situé sur le Klisanski breg, la « colline de Klisa »[réf. nécessaire].

## Caractéristiques

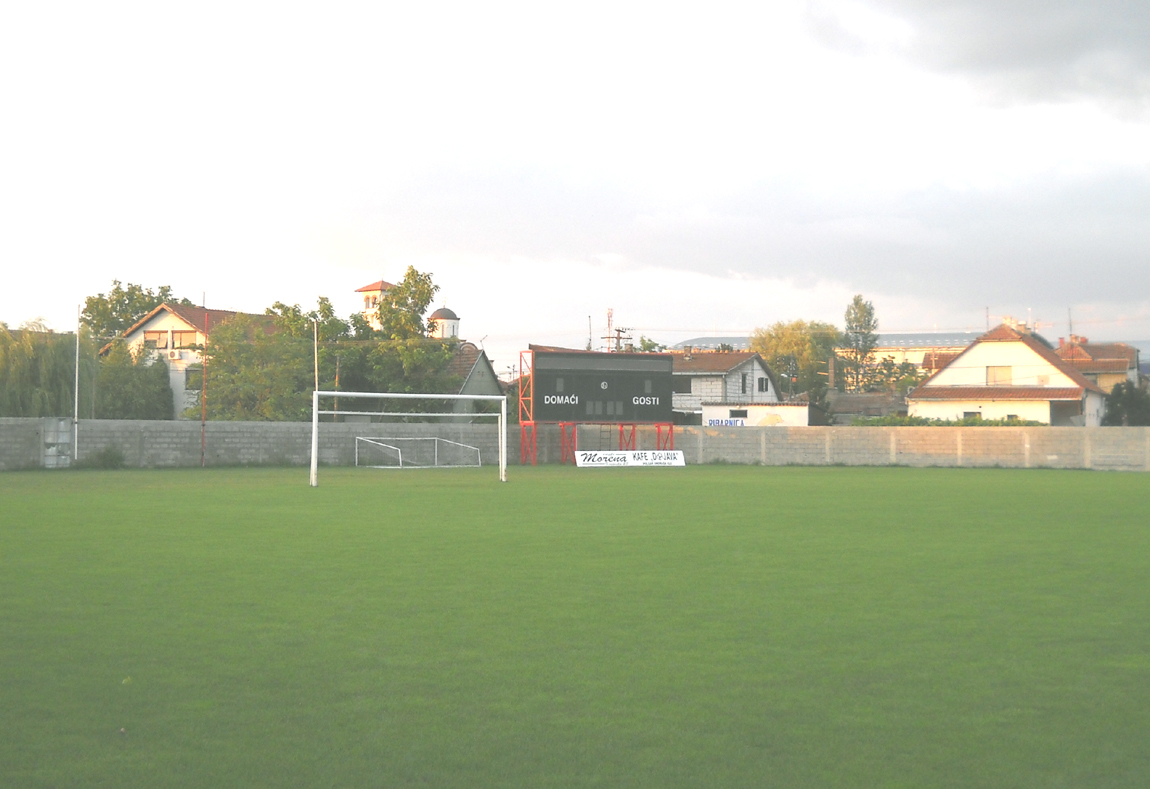
Igralište fudbalskog kluba Proleter u južnom delu Klise (zapadnom delu Slane bare)

À l'origine, Klisa avait un aspect nettement villageois ; aujourd'hui y prédominent encore les maisons familiales même si des bâtiments d'un étage y ont également été construits.
Le premier établissement scolaire de Klisa était une école paroissiale ouverte en 1860 ; une nouvelle école a été construite en 1935 à l'ouest de Gornja Klisa.
Au nord du quartier, à la limite de celui de Gornje livade, se trouve la prison de district de Novi Sad. Dans le même secteur se trouve une église orthodoxe et une poste. Un centre sportif y a également été construit.
Dans le quartier se trouve le stade du FK Proleter Novi Sad, un club qui joue en Première ligue de Serbie. On y trouve aussi le club de football FK Borac Novi Sad, le club de basket-ball féminin Proleter et un club d'échecs.

## Transports
Plusieurs routes traversent Klisa ou passent à proximité : la route européenne E 75 (autoroute A1 en Serbie), la route nationale M-22.1 qui relie Belgrade à Subotica et la route régionale R-120 qui relie Novi Sad à Temerin. À l'intersection de la E 75 et de la R-120 se trouve un échangeur qui conduit au centre de la ville.
Parmi les artères les plus importantes du quartier figurent le Temerinski put (la « route de Temerin »), le Sentandrejski put (la « route de Szentendre »), le Klisanski put, le Zmajevački put et les rues Savska et Paje Radosavljevića.
Plusieurs lignes d'autobus de la société de transport municipal JGSP Novi Sad relient le quartier à d'autres parties de Novi Sad et à la banlieue : il s'agit des lignes 1, 5, 5n, 15, 15a, 30, 31, 32, 33, 34 et 35e.